# Quédillac
Cet article possède un paronyme, voir Cadillac.
Quédillac est une commune française située dans le département d'Ille-et-Vilaine, en région Bretagne.

## Géographie

### Localisation
Quédillac se situe dans le canton de Saint-Méen-le-Grand et dans l'arrondissement de Rennes, au nord-est de Saint-Méen-le-Grand. La commune est frontalière avec le département des Côtes-d'Armor.

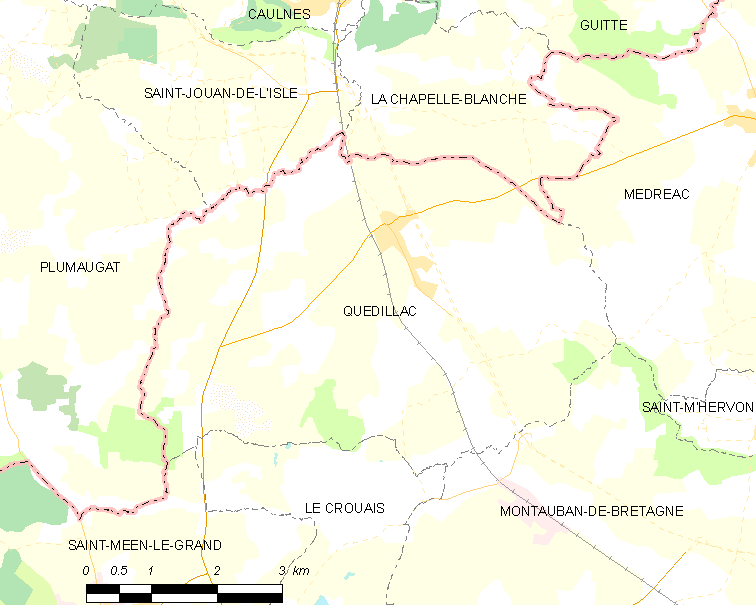
Situation de la commune.

### Communes limitrophes
| Saint-Jouan-de-l'Isle (Côtes-d'Armor) | La Chapelle-Blanche (Côtes-d'Armor) |                       |
| Plumaugat (Côtes-d'Armor)             | Quédillac                           | Médréac               |
| Saint-Méen-le-Grand                   | Le Crouais                          | Montauban-de-Bretagne |

### Géologie et relief
L'altitude de la commune varie entre 60 et 121 mètres.

### Voies de communication et transports
Voies routières
Plusieurs routes traversent le territoire de la commune. Les principales sont les suivantes :
- La route départementale D 166, en provenance de Saint-Méen-le-Grand et en direction de Saint-Jouan-de-l'Isle traverse la partie occidentale de Quédillac du sud vers le nord ;
- La D 59, en provenance de Le Crouais et en direction de Quédillac traverse la partie centrale de la commune du sud vers le nord jusqu'au centre-ville, elle devient alors la D 612 et continue vers le nord en direction de La Chapelle-Blanche ;
- Un peu plus à l'est de la D 59, la route nationale N 12, en provenance de Montauban-de-Bretagne et en direction de La Chapelle-Blanche traverse également la commune du sud vers le nord ;
- La D 220 naît à l'ouest du territoire communal au croisement avec la D 166 et se dirige vers l'est en direction du centre-ville puis en direction de Médréac.

Voies ferroviaires
Quédillac est desservie par la gare de Quédillac (halte SNCF) située sur la ligne de Paris-Montparnasse à Brest.

### Hydrographie
Pour un article plus général, voir Réseau hydrographique d'Ille-et-Vilaine.
La commune est située dans le bassin Loire-Bretagne. Elle est drainée par la Rance, le Garun, le Guy Renault et le ruisseau de Goulas,,.
La Rance, d'une longueur de 104 km, prend sa source dans la commune du Mené et se jette dans la Manche entre Dinard et Saint-Malo, après avoir traversé 28 communes. 

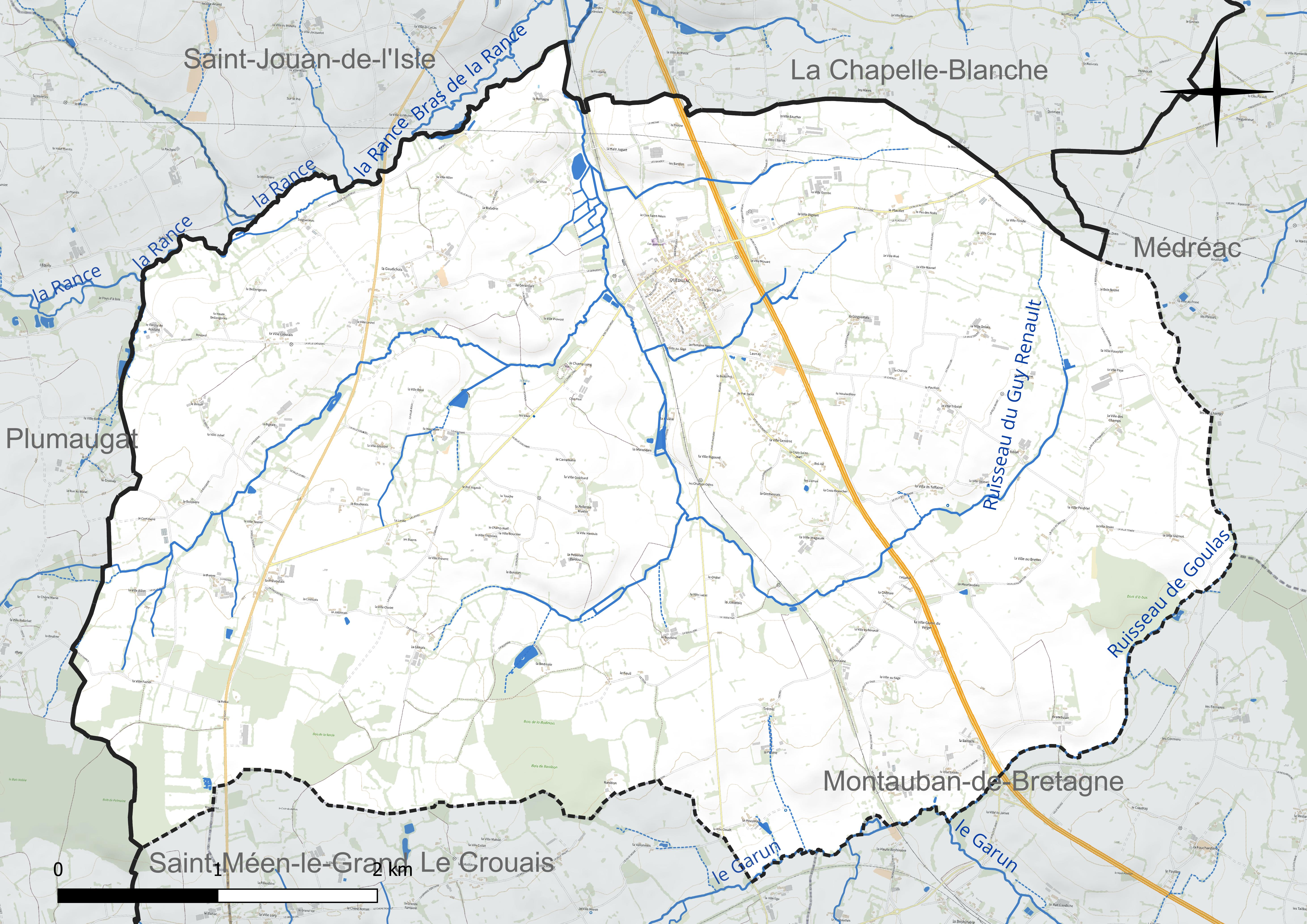
Réseau hydrographique de Quédillac.

Le Garun, d'une longueur de 30 km, prend sa source dans la commune de Loscouët-sur-Meu et se jette dans le Meu à Montfort-sur-Meu, après avoir traversé onze communes. 

### Climat
Pour des articles plus généraux, voir Climat de la Bretagne et Climat d'Ille-et-Vilaine.
En 2010, le climat de la commune est de type climat océanique altéré, selon une étude du CNRS s'appuyant sur une série de données couvrant la période 1971-2000. En 2020, Météo-France publie une typologie des climats de la France métropolitaine dans laquelle la commune est exposée à un climat océanique et est dans la région climatique  Bretagne orientale et méridionale, Pays nantais, Vendée, caractérisée par une faible pluviométrie en été et une bonne insolation. Parallèlement l'observatoire de l'environnement en Bretagne publie en 2020 un zonage climatique de la région Bretagne, s'appuyant sur des données de Météo-France de 2009. La commune est, selon ce zonage, dans la zone « Intérieur Est », avec des hivers frais, des étés chauds et des pluies modérées.
Pour la période 1971-2000, la température annuelle moyenne est de 11,3 °C, avec une amplitude thermique annuelle de 12,5 °C. Le cumul annuel moyen de précipitations est de 751 mm, avec 12,7 jours de précipitations en janvier et 6,7 jours en juillet. Pour la période 1991-2020, la température moyenne annuelle observée sur la station météorologique la plus proche, située dans la commune du Quiou à 15 km à vol d'oiseau, est de 11,6 °C et le cumul annuel moyen de précipitations est de 757,4 mm,. Pour l'avenir, les paramètres climatiques de la commune estimés pour 2050 selon différents scénarios d'émission de gaz à effet de serre sont consultables sur un site dédié publié par Météo-France en novembre 2022.

## Urbanisme

### Typologie
Au 1er janvier 2024, Quédillac est catégorisée commune rurale à habitat très dispersé, selon la nouvelle grille communale de densité à sept niveaux définie par l'Insee en 2022.
Elle est située hors unité urbaine. Par ailleurs la commune fait partie de l'aire d'attraction de Rennes, dont elle est une commune de la couronne,. Cette aire, qui regroupe 183 communes, est catégorisée dans les aires de 700 000 habitants ou plus (hors Paris),.

### Occupation des sols
L'occupation des sols de la commune, telle qu'elle ressort de la base de données européenne d'occupation biophysique des sols Corine Land Cover (CLC), est marquée par l'importance des territoires agricoles (93,4 % en 2018), en diminution par rapport à 1990 (94,6 %). La répartition détaillée en 2018 est la suivante : terres arables (54 %), zones agricoles hétérogènes (31,6 %), prairies (7,8 %), forêts (3,8 %), zones urbanisées (1,8 %), mines, décharges et chantiers (1 %). L'évolution de l'occupation des sols de la commune et de ses infrastructures peut être observée sur les différentes représentations cartographiques du territoire : la carte de Cassini (XVIIIe siècle), la carte d'état-major (1820-1866) et les cartes ou photos aériennes de l'IGN pour la période actuelle (1950 à aujourd'hui).

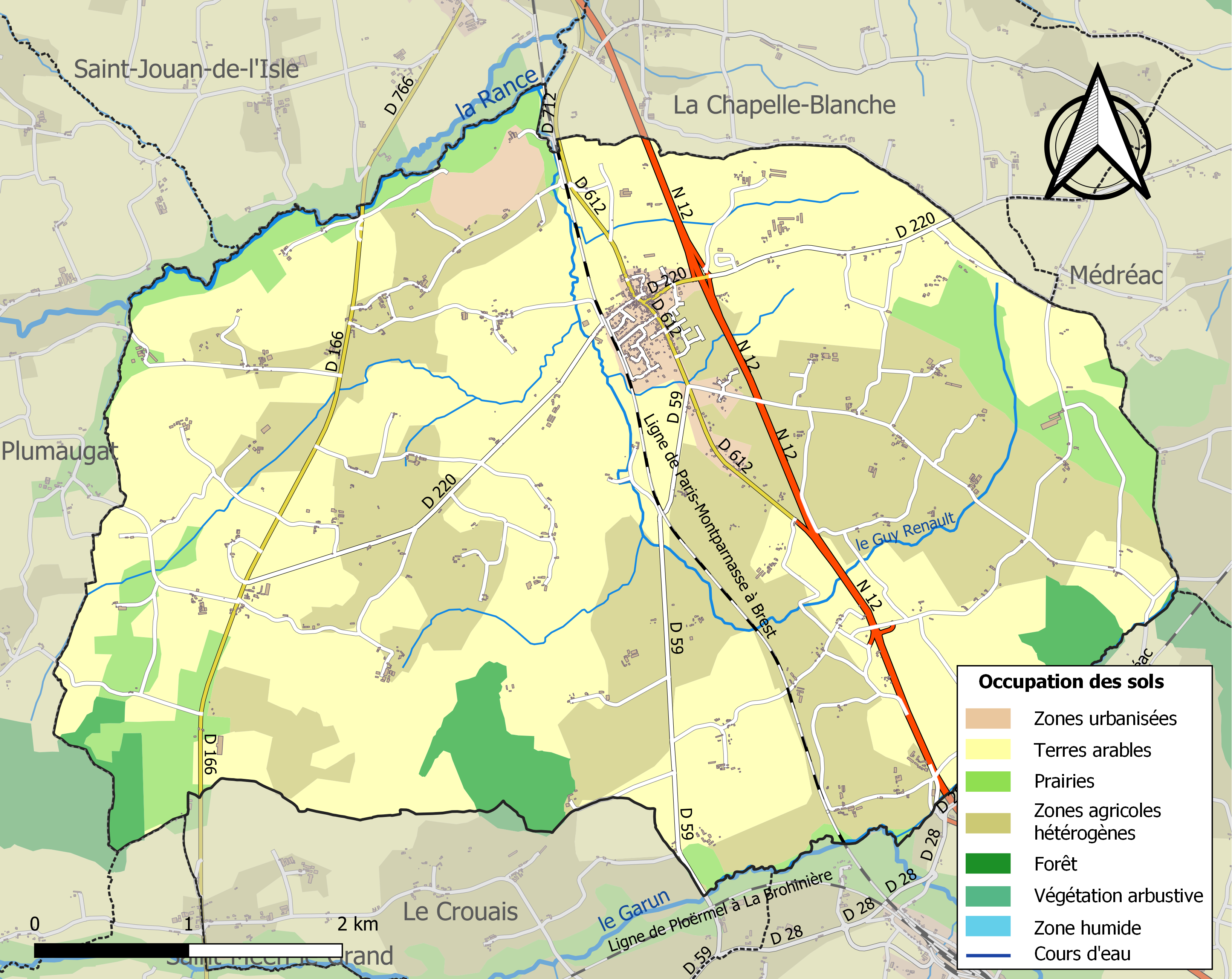
Carte des infrastructures et de l'occupation des sols de la commune en 2018 (CLC).

## Toponymie
Le nom de la localité est attesté sous la forme Kidillac en 1008, Chedilac au XIIIe siècle, puis Quédillac au XVIe siècle.
Il s'agit d'une formation toponymique gauloise ou gallo-romaine en -acum, terminaison à valeur localisante. 
Le nom gallo de la commune est Queudya.

## Histoire
La découverte d'outils en pierre polie[réf. nécessaire] ainsi que de tessons en céramique du IIe siècle sur le territoire de la commune témoigne de l'occupation du site de Quédillac depuis la préhistoire jusqu'à l'antiquité.

## Politique et administration

### Administration municipale
La commune de Quédillac fait partie de la communauté de communes de Saint-Méen Montauban et du Pays de Brocéliande.
Le conseil municipal comprend quinze élus soit, en plus du maire, trois adjoints et onze conseillers municipaux.

### Liste des maires
| Période                                  | Période          | Identité            | Étiquette | Qualité                                                                            |
| ---------------------------------------- | ---------------- | ------------------- | --------- | ---------------------------------------------------------------------------------- |
| Les données manquantes sont à compléter. |                  |                     |           |                                                                                    |
| 1935                                     | 27 novembre 1938 | Pierre Rouxel       |           |                                                                                    |
| 27 novembre 1938                         | 11 decembre 1944 | Jean-Louis Legalais |           |                                                                                    |
| 11 decembre 1944                         | 11 novembre 1974 | Louis Carré         |           |                                                                                    |
| 19 mars 1977                             | 11 juin 1995     | Marcel Flamanch     |           | Sous-chef de gare                                                                  |
| 11 juin 1995                             | mars 2008        | Francis Levrel      |           | Directeur technique                                                                |
| mars 2008                                | mars 2014        | André Guitton       |           | Cuisinier                                                                          |
| mars 2014                                | En cours         | Hubert Lorand       | SE        | Agriculteur Ancien président de la CC du Pays de Saint-Méen-le-Grand (2012 → 2013) |

## Population et société

### Démographie
L'évolution du nombre d'habitants est connue à travers les recensements de la population effectués dans la commune depuis 1793. Pour les communes de moins de 10 000 habitants, une enquête de recensement portant sur toute la population est réalisée tous les cinq ans, les populations de référence des années intermédiaires étant quant à elles estimées par interpolation ou extrapolation. Pour la commune, le premier recensement exhaustif entrant dans le cadre du nouveau dispositif a été réalisé en 2006.

En 2022, la commune comptait 1 272 habitants, en évolution de +7,43 % par rapport à 2016 (Ille-et-Vilaine : +5,46 %, France hors Mayotte : +2,11 %).
| 1793  | 1800  | 1806  | 1821  | 1831  | 1836  | 1841  | 1846  | 1851  |
| ----- | ----- | ----- | ----- | ----- | ----- | ----- | ----- | ----- |
| 1 598 | 1 674 | 1 635 | 1 646 | 1 636 | 1 520 | 1 525 | 1 559 | 1 572 |

| 1856  | 1861  | 1866  | 1872  | 1876  | 1881  | 1886  | 1891  | 1896  |
| ----- | ----- | ----- | ----- | ----- | ----- | ----- | ----- | ----- |
| 1 592 | 1 647 | 1 664 | 1 717 | 1 709 | 1 746 | 1 709 | 1 741 | 1 685 |

| 1901  | 1906  | 1911  | 1921  | 1926  | 1931  | 1936  | 1946  | 1954  |
| ----- | ----- | ----- | ----- | ----- | ----- | ----- | ----- | ----- |
| 1 667 | 1 660 | 1 608 | 1 405 | 1 509 | 1 516 | 1 503 | 1 220 | 1 213 |

| 1962  | 1968  | 1975  | 1982  | 1990  | 1999 | 2006  | 2011  | 2016  |
| ----- | ----- | ----- | ----- | ----- | ---- | ----- | ----- | ----- |
| 1 222 | 1 113 | 1 046 | 1 015 | 1 018 | 966  | 1 036 | 1 151 | 1 184 |

| 2021  | 2022  | - | - | - | - | - | - | - |
| ----- | ----- | - | - | - | - | - | - | - |
| 1 245 | 1 272 | - | - | - | - | - | - | - |

### Enseignement
Quédillac dispose d'une école primaire privée, l'école Saint-Joseph. L'effectif est de 151 élèves en 2013.
Il n'y a pas d'école publique.

### Sports
Plusieurs associations sportives sont présentes dans la commune, dans les domaines de la gymnastique, de la danse, du football, du volley-ball, du cyclisme et du tennis de table.

## Culture locale et patrimoine

### Lieux et monuments
Trois bâtiments sont inscrits à l'inventaire général du patrimoine culturel dans la commune de Quédillac.
L'église paroissiale Saint-Pierre, de fondations romanes, date du XVe siècle. Elle est remaniée aux XIXe et XXe siècles. Son mobilier comprend une porte en granit du XVe siècle, un baptistère en granit de 1520, la dalle funéraire d'Amice de Quédillac, abbesse de Saint-Georges morte en 1274, ainsi que des boiseries et stalles notables. L'église conserve également des reliques de saint Méen et de saint Antoine de Padoue. Le baptistère et la dalle funéraire sont classés aux monuments historiques.

Église Saint-Pierre
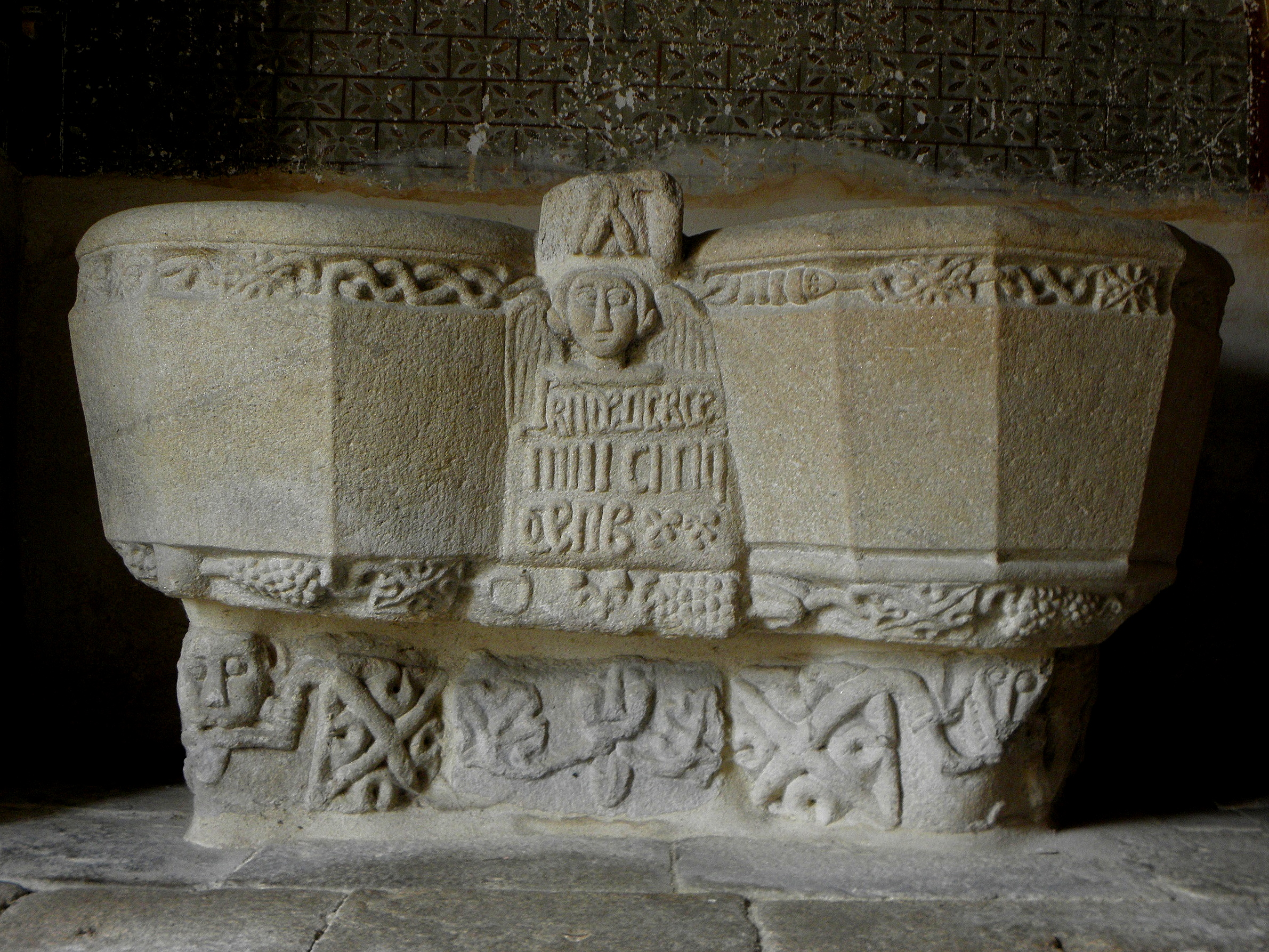
Fonts baptismaux.
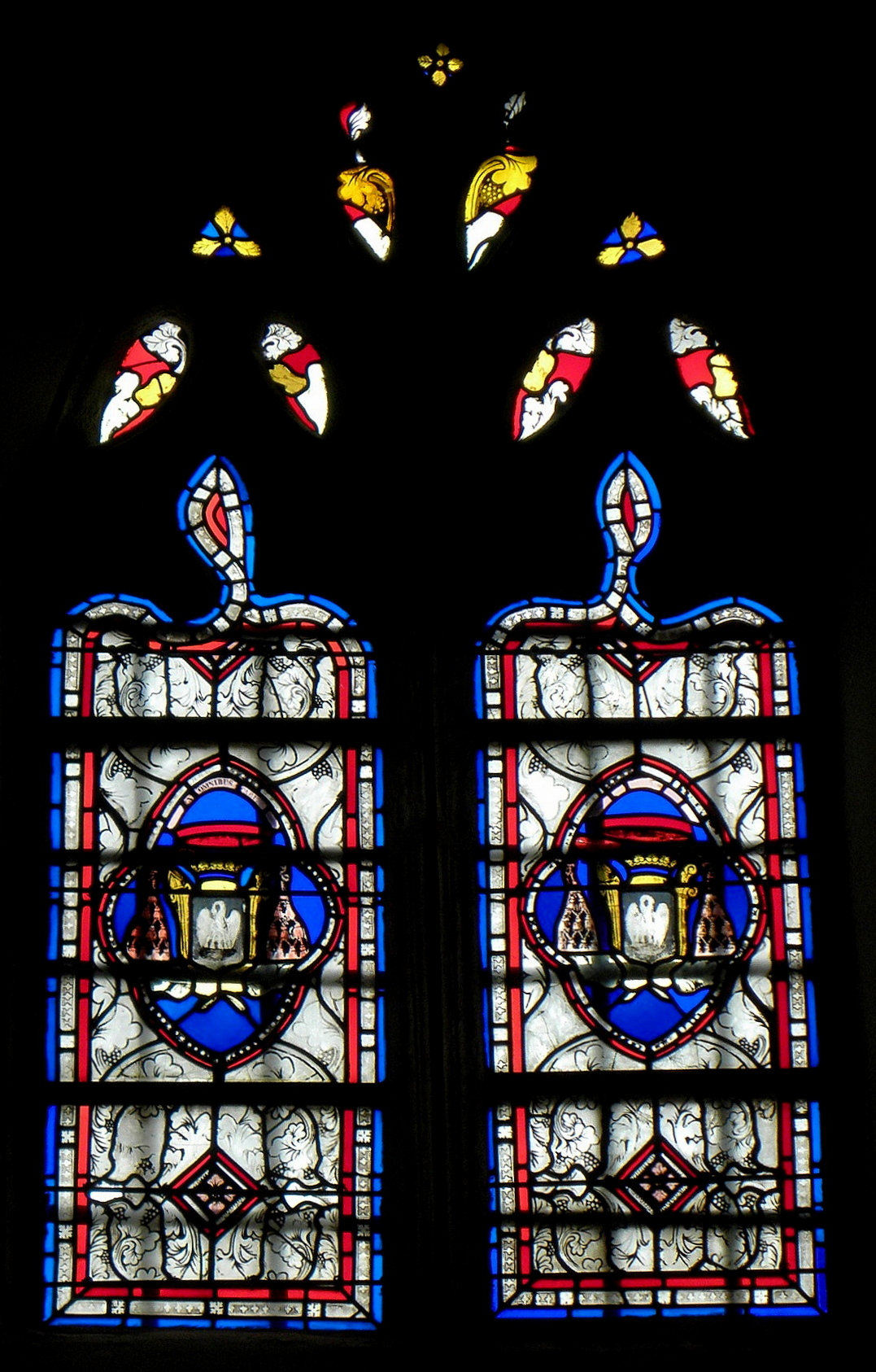
Vitrail armorié.
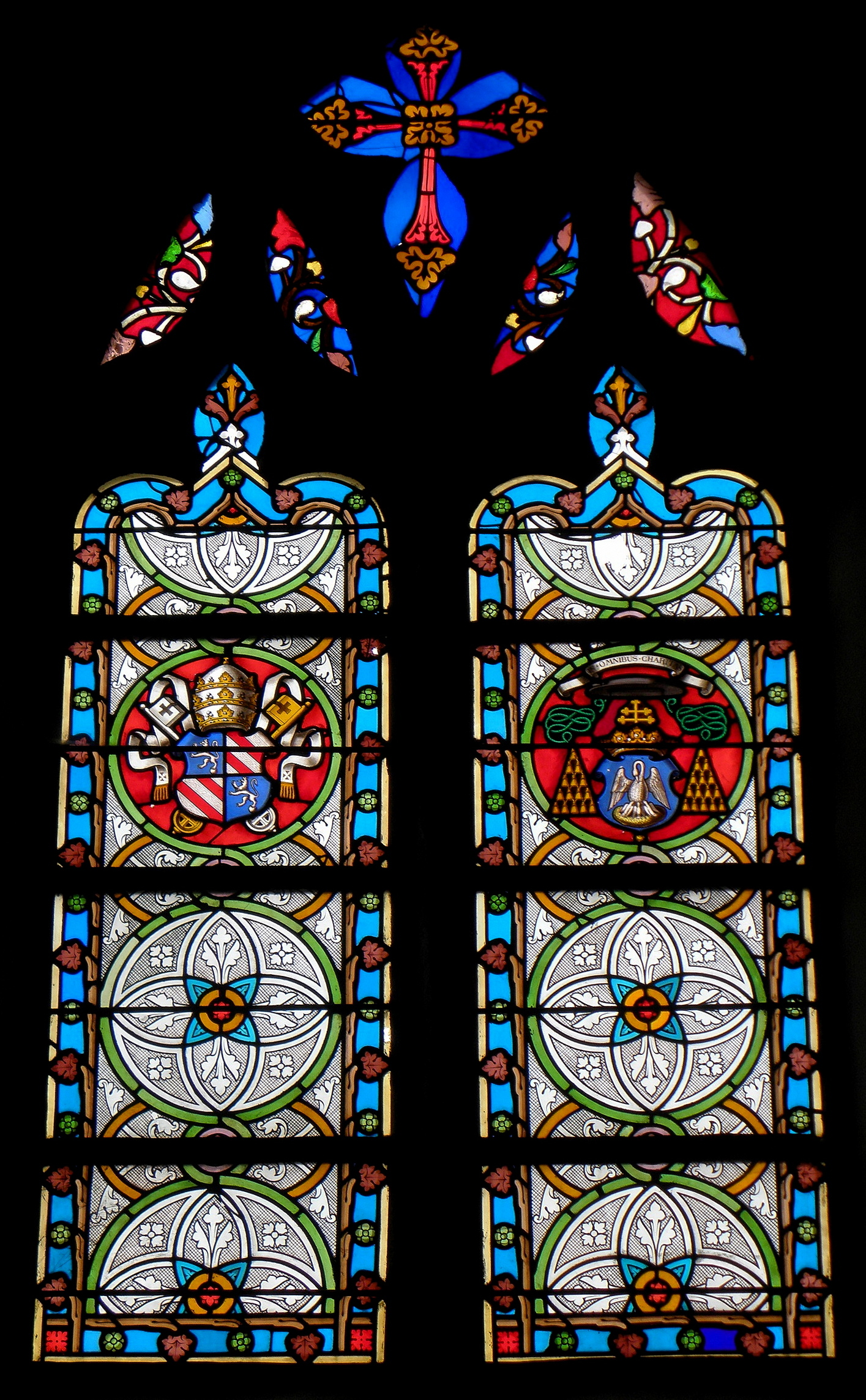
Vitrail armorié.
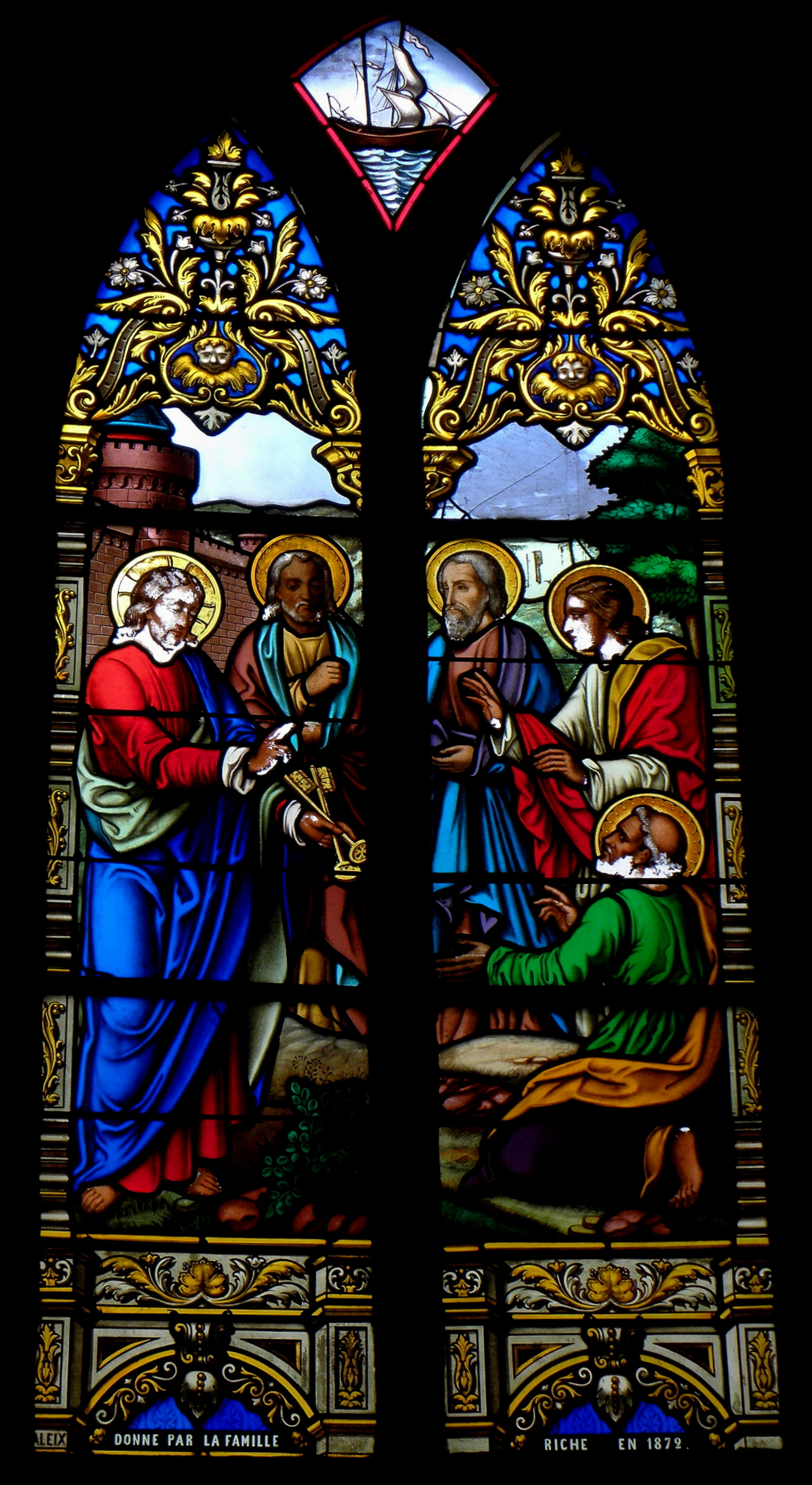
Vitrail de la donation des clefs du paradis à Saint-Pierre.
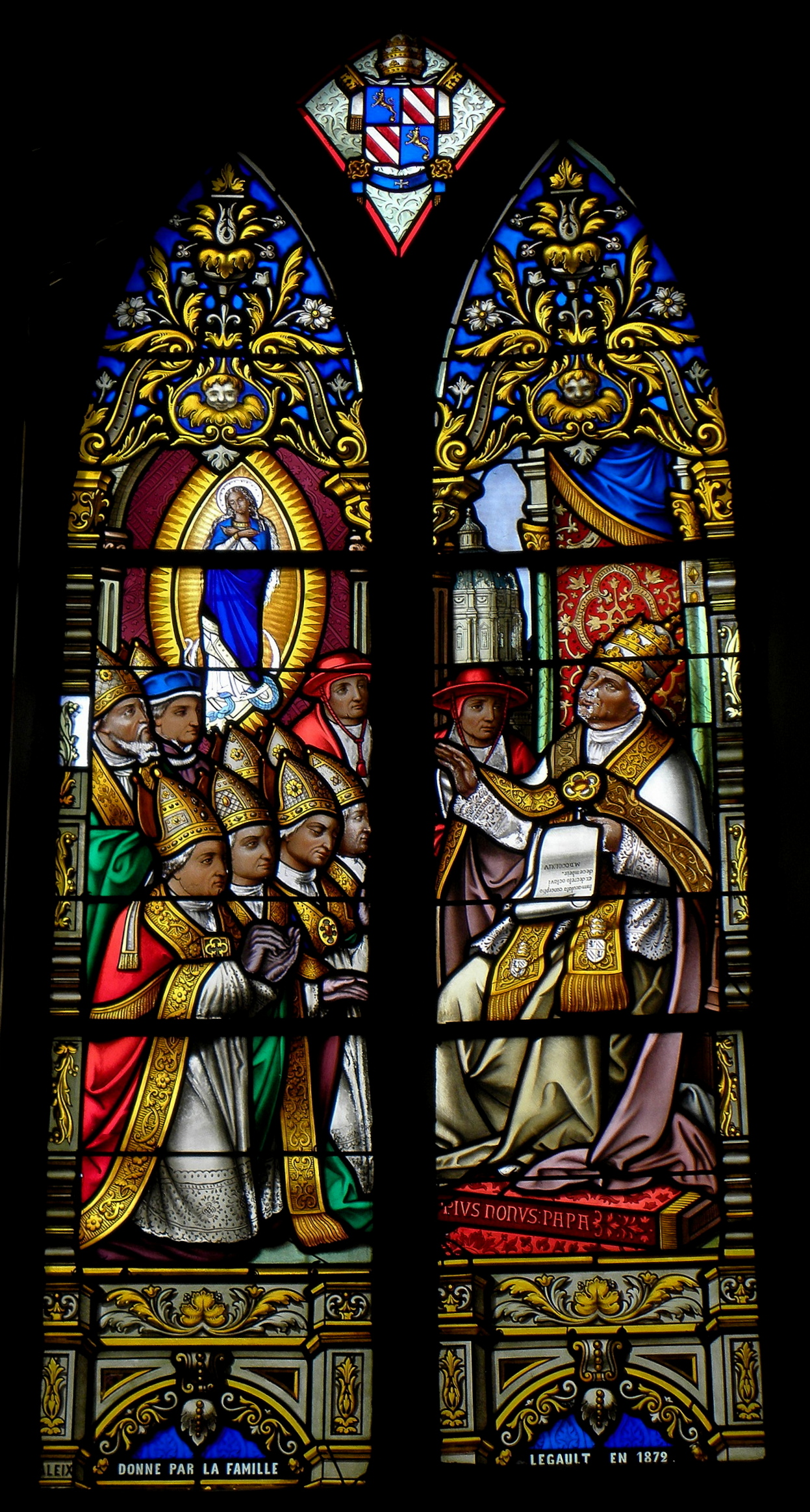
Vitrail de la proclamation du dogme de l'Immaculée Conception.
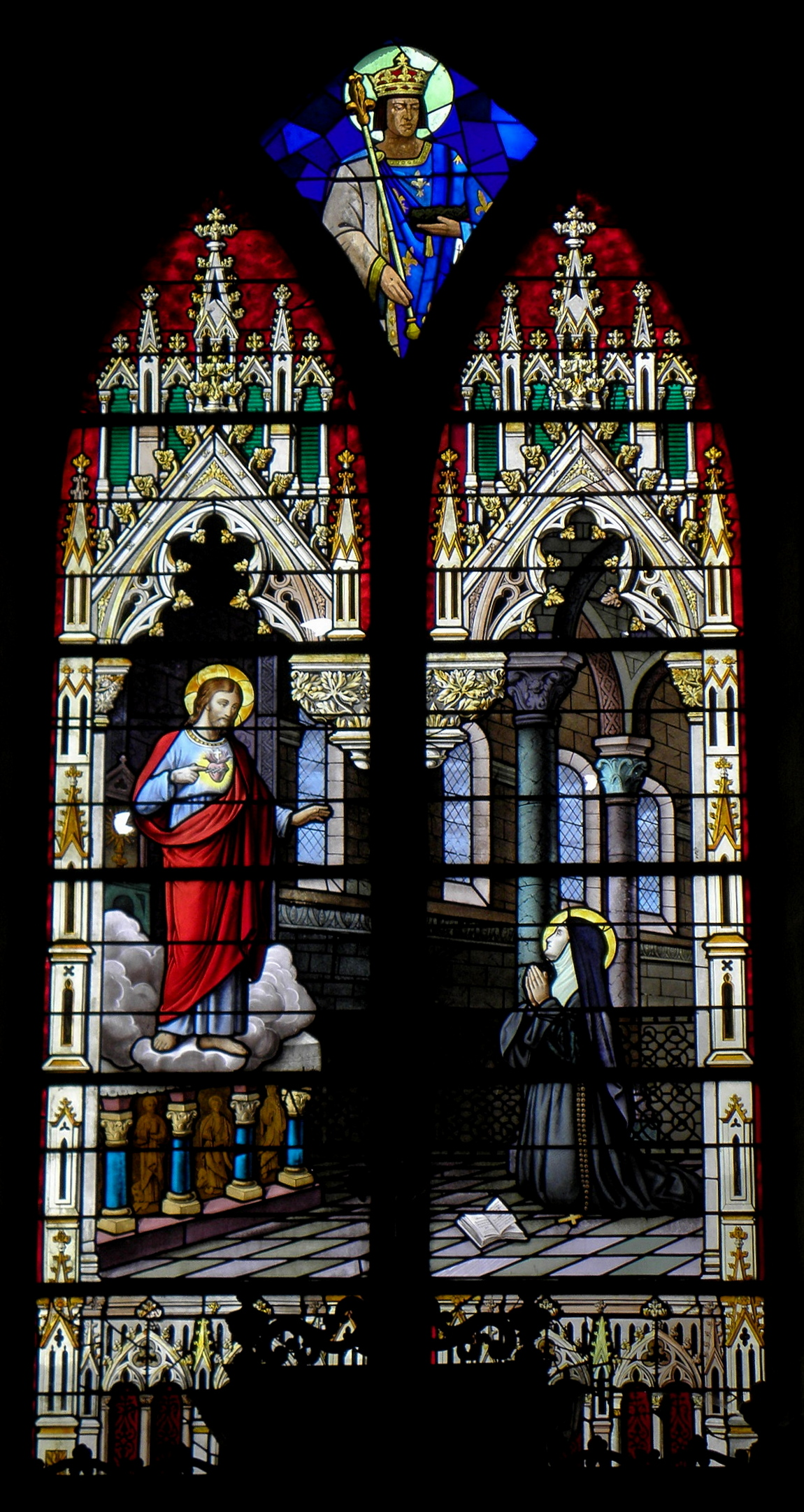
Vitrail de l'apparition du Sacré-Cœur à sainte Marguerite-Marie Alacoque.
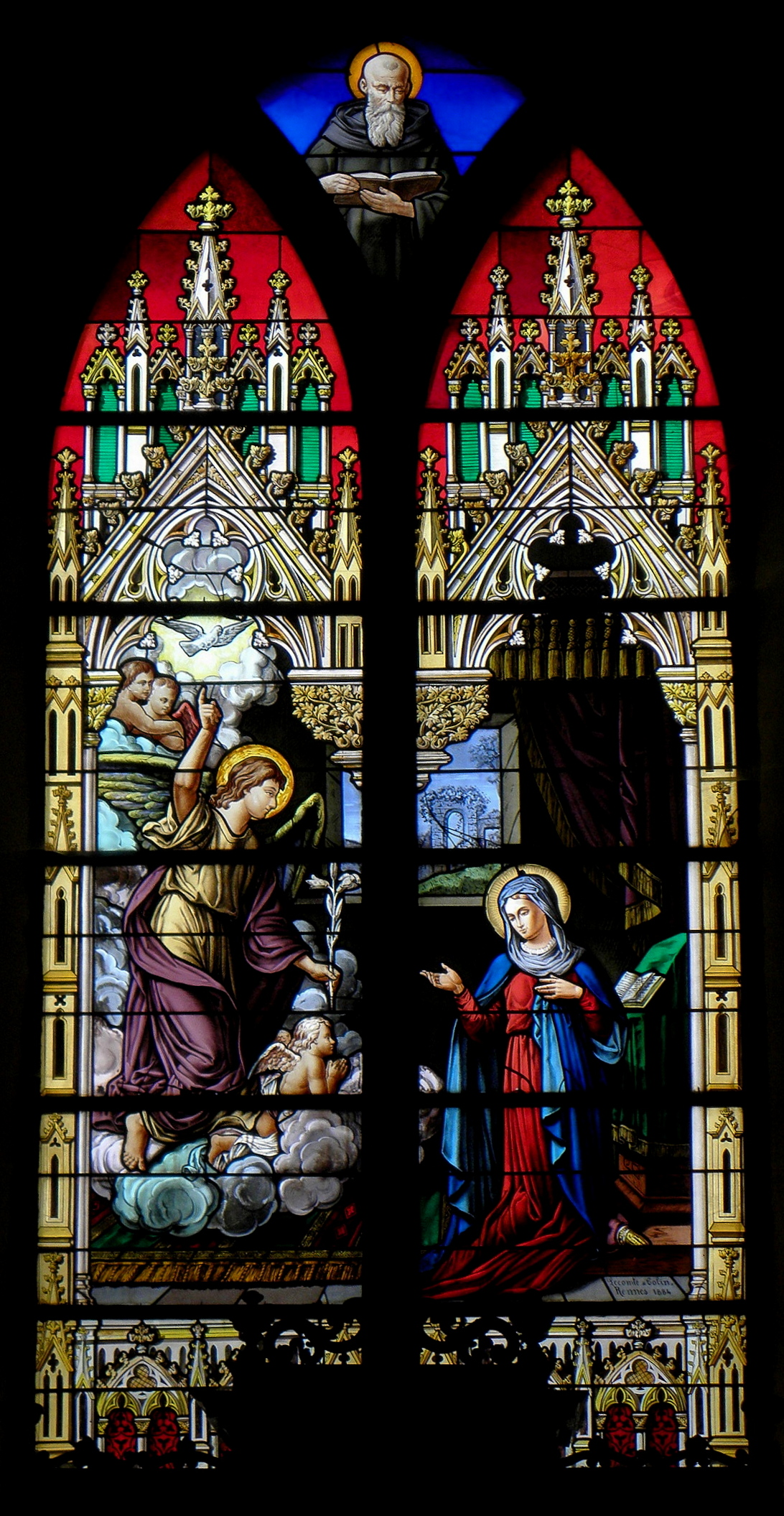
Vitrail de l'annonciation.
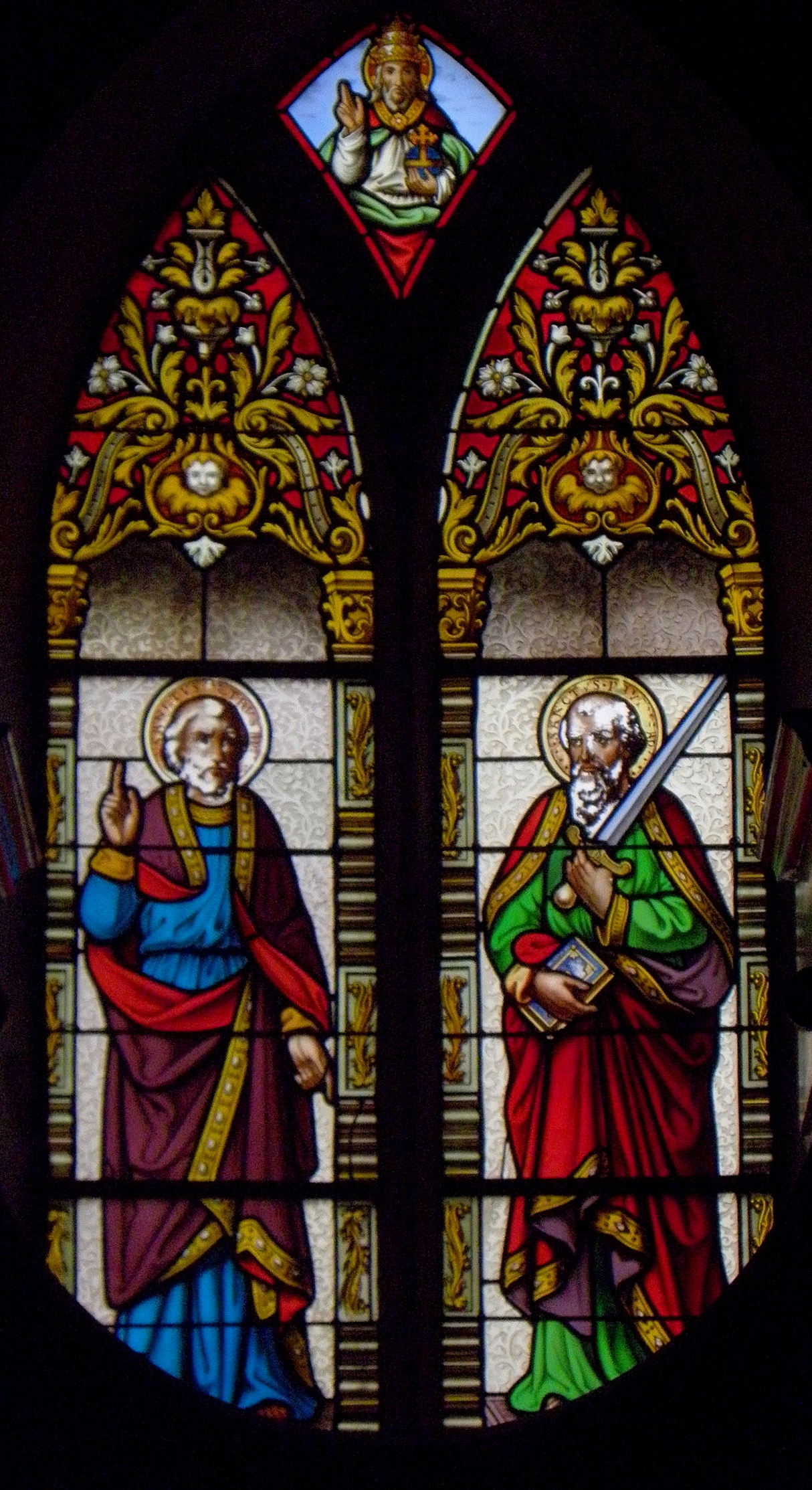
Vitrail de Saint-Pierre et Saint-Paul.

La chapelle Notre-Dame-de-la-Villée date du XVIIe siècle. On peut y voir les armes de la famille Henry, commanditaire probable de la construction. C'est une chapelle frairienne.
L'ancien moulin à blé de Trégueneuc, devenu minoterie, est aujourd'hui une maison privée. Bien que mentionné dès 1656, le bâtiment actuel date du XIXe siècle.
On trouve également à Quédillac une double croix médiévale en granit, dite des Sept-Loups, la grotte Notre-Dame-de-Lourdes, édifiée au XIXe siècle, et le pigeonnier de la Ville Mouart, construit au XVIIIe siècle. Il y a enfin deux autres bâtiments remarquables : le manoir de La Heuzelais, construit entre les XVIe et XVIIIe siècles, et le manoir de Ranléon, construit entre les XVIIe et XVIIIe siècles.

### Équipements culturels
Quédillac dispose d'un espace culturel regroupant à la fois la bibliothèque municipale et un espace numérique labellisé Cybercommune.